# قشلاق حسین نریمانی
قشلاق حسین نریمانی یک روستا در ایران است که در استان اردبیل واقع شده‌است. قشلاق حسین نریمانی ۴۲ نفر جمعیت دارد.